# Łazy (gmina Gubin)
Łazy (niem. Laaso, łuż. Łaz) – wieś w Polsce położona w województwie lubuskim, w powiecie krośnieńskim, w gminie Gubin.
W latach 1975–1998 miejscowość należała administracyjnie do województwa zielonogórskiego.
Wieś po raz pierwszy wymieniana w dokumencie z 1527 roku jako (niem Loess). Należała do rodu von Zeschu w okresie od 1527 do 1578 roku, a następnie do majątku w (niem. Amtitz – Gębice). Na przestrzeni lat w okolicznych wsiach, także w Łazach stacjonowali żołnierze (1636 żołnierzy) hrabiego Marotzina. Obecnie zachowała się jeszcze stara cegielnia z końca XVIII wieku.
W 1952 roku Łazy zamieszkiwało 65 osób i było 17 gospodarstw. W 1954 roku we wsi powstała spółdzielnia produkcyjna, a w 1957 roku została rozwiązana. Posiada sieć wodną od 2007/2008 roku.

## Zabytki
Do wojewódzkiego rejestru zabytków wpisane są:
- domy nr 2, nr 2 a, nr 27, z XVIII wieku/XIX wieku.